# Cuerpo de Ejército de Madrid
El Cuerpo de Ejército de Madrid fue una formación militar perteneciente al Ejército Popular de la República que luchó durante la Guerra Civil Española. Situado en el Frente de Madrid, tuvo una corta existencia.

## Historial
La unidad fue creada el 31 de diciembre de 1936, a partir de las fuerzas republicanas desplegadas en el frente de Madrid.
El Cuerpo de Ejército quedó compuesto por las divisiones 4.ª (Modesto), 5.ª (Perea) 6.ª (Galán), 7.ª (Prada) y 8.ª (Cuevas). En la reserva se encontraba las brigadas internacionales XI y XII, así como las brigadas mixtas «A», «B», «C», «D» y «E». Bajo su jurisdicción también se encontraban fuerzas especiales: batallones antigás, unidades de ingenieros, unidades de fortificación, batallones motorizados de ametralladoras, una brigada ferroviaria, etc.
En la primavera de 1937 la formación fue reorganizada, creándose en su lugar varios cuerpos de ejército.

## Mandos
Comandante
- general de brigada José Miaja Menant;[5]

Jefe de Estado Mayor
- teniente coronel Vicente Rojo Lluch;[2]